# Ben Silverstone
Benjamin Maurice Silverstone (Londra, 9 aprile 1979) è un attore inglese.

## Carriera
Il ruolo più famoso di Silverstone fu quello di Steven Carter in Vite nascoste, film del 1998 prodotto dalla Paramount Classic. La pellicola si basa sull'opera teatrale What's Wrong With Angry? di Patrick Wilde, che narra la storia d'amore tra due studenti del Regno Unito. Silverstone fece da copertina del Gay Times, nel maggio 1999, per celebrare l'uscita del film.
La pellicola raggiunse lo status di film di culto, originando anche degli incontri organizzati di fan nei luoghi in cui fu girato il film, Basingstoke. Gli eventi di per sé hanno attirato l'attenzione dei media televisivi, in quanto i fan percorsero migliaia di chilometri per giungere all'evento.
Già prima di Vite nascoste Silverstone non era estraneo agli ambienti cinematografici, difatti prese parte, nel 1997, al film di Adrian Lyne, Lolita, e al film di Mike Figgis, I ricordi di Abbey, nel 1994.

## Filmografia parziale
- I ricordi di Abbey (The Browning Version), regia di Mike Figgis (1994)
- Lolita, diretto da Adrian Lyne (1997)
- Vite nascoste (Get Real), regia di Simon Shore (1998)
- Jump!, regia di Joshua Sinclair (2007)